# Оліварес
Оліварес (ісп. Olivares) — муніципалітет в Іспанії, у складі автономної спільноти Андалусія, у провінції Севілья. Населення — 9534 особи (2010).
Муніципалітет розташований на відстані близько 400 км на південний захід від Мадрида, 14 км на захід від Севільї.

## Демографія
Динаміка населення (INE ):